# Барон Рассел Ливерпульский
Барон Рассел Ливерпульский из Ливерпуля в графстве Ланкашир — наследственный титул в системе Пэрства Соединённого королевства. Он был создан 9 октября 1919 года для британского журналиста и либерального политика, сэра Эдварда Рассела (1834—1920). Он занимал должность редактора Liverpool Daily Post в течение почти пятидесяти лет, а также кратко представлял от либеральной партии в Палате общин Великобритании Глазго-Бриджтон (1885—1887). Его внук, Эдвард Фредерик Лэнгли Рассел, 2-й барон Рассел Ливерпульский (1895—1981), был известным адвокатом. В качестве заместителя генерального судьи адвоката в британской Рейнской армии он был одним из главных юридических консультантов во время военных трибуналов в Нюрнберге и Токио в конце Второй мировой войны. По состоянию на 2024 год носителем титула являлся его внук, Саймон Гордон Джаред Рассел, 3-й барон Рассел Ливерпульский (род. 1952), который сменил своего деда в 1981 году. В декабре 2014 года лорд Рассел Ливерпульский был избран на выборах наследственных пэров в Палату лордов, где является независимым депутатом.

## Бароны Рассел Ливерпулские (1919)

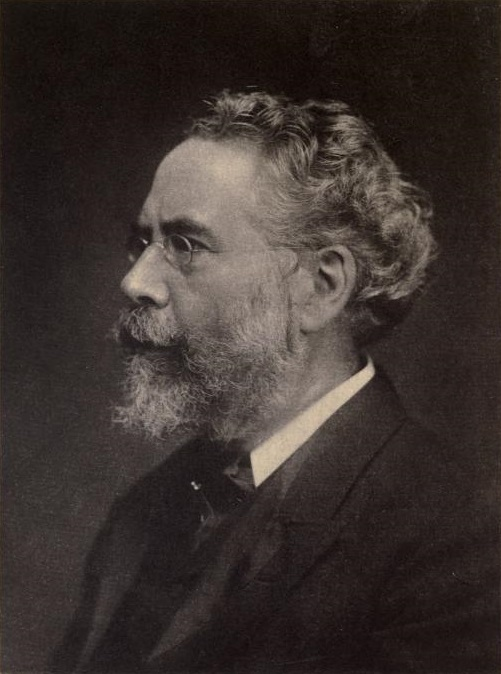
Эдвард Ричард Рассел, 1-й барон Рассел Ливерпульский

- 1919—1920: Эдвард Ричард Рассел, 1-й барон Рассел Ливерпульский (9 августа 1834 — 20 февраля 1920), сын Эдварда Хаслингдена Рассела (1809—1851)[1]
- 1920—1981: Эдвард Фредерик Лэнгли Рассел, 2-й барон Рассел Ливерпульский (10 апреля 1895—1981), единственный сын Ричарда Генри Лэнгли Рассела (1861—1899), внук предыдущего[2]
  - Достопочтенный Лэнгли Гордон Хаслингден Рассел (14 сентября 1922 — 16 сентября 1975), единственный сын предыдущего[3]
- 1981 — настоящее время: Саймон Гордон Джаред Рассел, 3-й барон Рассел Ливерпульский (род. 30 августа 1952), старший сын предыдущего[4]
  - Наследник титула: Достопочтенный Эдвард Чарльз Стэнли Рассел (род. 2 сентября 1985), старший сын предыдущего[5].